# Coregonus nelsonii
Coregonus nelsonii är en fiskart som beskrevs av Bean, 1884. Coregonus nelsonii ingår i släktet Coregonus och familjen laxfiskar. Inga underarter finns listade i Catalogue of Life.